# 丰泽小心蛤
丰泽小心蛤（學名：Carditella hanzawai），又名漢英心蛤，是小心蛤亞科小心蛤屬的物種。其化石在上新世第三紀及第四紀時期亦有出現。本物種原屬簾蛤目的心蛤科，2012年與小心蛤亞科一起改屬Condylocardiidae科。

## 分佈
本物種分佈於南中國海北部的海南島近岸，到東中國海，從台灣到中國大陸的長江出海口，再到南韓及日本本州。棲息於水深10到55米深的沙質海底。